# ناتالیا موسکوینا
ناتالیا موسکوینا (اوکراینی: Ната́лія Євге́нівна Москвіна́؛ زادهٔ ۹ ژوئن ۱۹۸۸) اهل اتحاد جماهیر شوروی سوسیالیستی است.